# Marianne Aasen
Marianne Aasen (Bergen, 21 de febrer de 1967) és una politòloga i política noruega, militant del Partit Laborista.
Aasen va néixer el 21 de febrer de 1967 a Bergen, però va créixer a la també localitat noruega de Moss. L'any 1993 va graduar-se amb un cand.polit. de la Universitat d'Oslo. Va treballar com a periodista al diari Arbeiderbladet entre 1991 i 1993, i a l'agència de notícies Avisenes Nyhetsbyrå entre 1993 i 1995. Posteriorment va ser directora d'informació de Moviment Europeu a Noruega entre 1998 i 2000.
En el seu partit va treballar com a assessora política del grup parlamentari del Partit Laboralista de 1995 a 1996 i 2001 a 2005. Entre 2000 i 2001, durant el primer gabinet Stoltenberg, va ser assessora política del Ministeri de Govern Local i Desenvolupament Regional. Aasen mai ostentà un càrrec polític a nivell local, però va presidir la delegació de partit a Asker entre 2003 i 2004. L'any 2005 va ser escollida com a diputada del Parlament noruec per la circumscripció d'Akershus.
Durant dotze anys va estar casada amb Simen Agdestein, un Gran Mestre Internacional d'escacs i ex-futbolista internacional noruec. La parella va tenir dos nens, però es va separar l'any 2008.